# Athanasios Prittas
Athanasios Prittas (in greco: Αθανάσιος Πρίττας), detto Thanasīs (Θανάσης) (Salonicco, 9 gennaio 1979) è un ex calciatore greco, di ruolo centrocampista.

## Carriera
Ha fatto parte della prima lista di convocati per la Coppa del Mondo 2010, da cui sarebbero usciti i 23 componenti della squadra partecipanti al mondiale.